# Harvard–MIT Division of Health Sciences and Technology
Le Harvard–MIT Division of Health Sciences and Technology (en français programme Harvard-MIT en sciences et technologies de la santé), ou HST, est l'un des programmes de formation de génie biomédical et de médecins-scientifiques les plus anciens et les plus importants aux États-Unis. Il est fondé en 1970 et constitue la collaboration la plus ancienne entre l'université Harvard et le Massachusetts Institute of Technology (MIT). Dans le cadre du programme, les étudiants diplômés et en médecine sont inscrits à la fois au MIT et à Harvard, et peuvent travailler avec des professeurs et des membres du corps professoral affiliés des deux communautés. HST fait partie de l'Institute for Medical Engineering and Science du MIT et forme la London Society à la Harvard Medical School.

## Mission
Les diplômés du programme se familiarisent avec les aspects quantitatifs et moléculaires sous-jacents de la médecine et les sciences biomédicales grâce aux ressources respectives de la Harvard Medical School et du MIT.
HST propose deux programmes de doctorat. Le programme de sciences médicales mène à un diplôme de médecine délivré par Harvard, et le programme de génie médical et de physique médicale (MEMP) mène généralement à un doctorat délivré par le MIT. Les deux programmes nécessitent une forte orientation quantitative, une expérience clinique pratique et un projet de recherche interdisciplinaire ciblé, qui aboutit à une thèse. HST propose un programme pré-clinique distinct à la Harvard Medical School pour ses 30 candidats en médecine. Plusieurs de ces cours pré-cliniques incluent des étudiants des deux programmes et se déroulent sur les campus de Harvard et du MIT,. Les étudiants en médecine réintègrent le reste de la classe de la Harvard Medical School pour suivre des cours cliniques. Les étudiants du MEMP suivent des cours d'ingénierie distincts au MIT et doivent également effectuer une expérience clinique immersive de 12 semaines dans un hôpital universitaire de Harvard. Quelques étudiants du MEMP sont sélectionnés chaque année dans des spécialisations en neuro-imagerie ou en bio-astronautique comportant des parcours de formation spécifiques.
HST propose également un programme de certificat pour les doctorants du MIT, appelé Graduate Education in Medical Sciences (GEMS). Le programme de certificat GEMS offre aux étudiants une expérience courte et structurée à travers des cours, et une expérience clinique basée sur celle requise dans le cadre du programme de doctorat HST.
Alors que HST proposait auparavant un master terminal, celui-ci n'est désormais délivré qu'aux étudiants qui se retirent du programme de doctorat.

## Personnalités associées au programme
- Robert S. Langer[9]
- Mehmet Toner[10]
- George McDonald Church[11]
- Elazer R. Edelman (en)[12]
- Sangeeta Bhatia (en)[13]
- Bruce Rosen (en)[14]

## Diplômés notables
- Rumi Chunara
- David Ho
- Mark McClellan (en)
- Peter Diamandis
- Robert Satcher
- Atul Butte
- Roozbeh Ghaffari (en)
- Bruce Rosen (en)
- George R. Wodicka (en)